# 多夫比什 (丘德尼夫區)
50°1′4″N 28°2′16″E / 50.01778°N 28.03778°E
多夫比什（烏克蘭語：Довбиші），是烏克蘭北部的村莊，隸屬日托米爾州的日托米爾區。該村面積0.59平方公里，海拔高度254米，2001年人口114，人口密度每平方公里192.24人。